# DOS

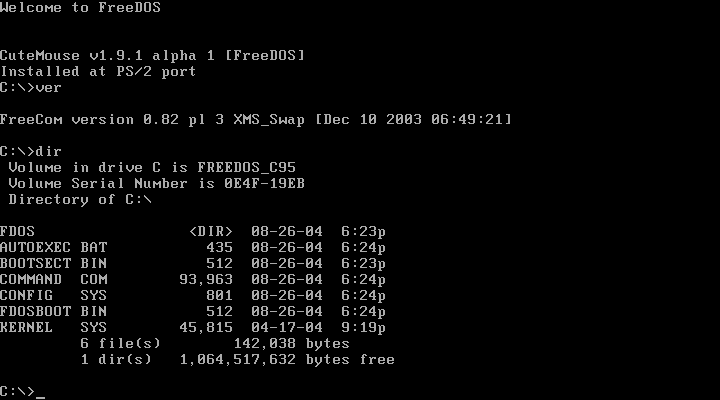
Zrzut ekranu systemu operacyjnego FreeDOS. Widoczne m.in. znak zachęty oraz informacje o wersji systemu i jego struktura plików.

DOS (od ang. disk operating system) – pierwszy przenośny (dyskowy) system operacyjny w mikrokomputerach lat osiemdziesiątych, zawierający m.in. rozszerzenia programowe procedur sprzętowych BIOS-u oraz interpreter poleceń. W systemie DOS zapożyczono i rozwinięto niektóre elementy z systemów klasy CP/M.
W komputerach osobistych DOS nie ma wbudowanych mechanizmów ochrony pamięci (nie istnieją mechanizmy ochrony pamięci w trybie rzeczywistym procesora x86, w którym pracuje DOS) – z tego względu nie jest systemem bezpiecznym dla danych i procesów wymuszanych sztucznie wielopotokowo lub sieciowo. W zamyśle był to jednowątkowy system operacyjny i nie przewidywano w nim uruchamiania więcej niż jednego procesu (programu) jednocześnie. Była jednak możliwość uruchamiana programów w tle, np. do obsługi urządzeń.
Programy z DOS-a mogą być uruchamiane w systemie Windows, OS/2, Linux (poprzez program DOSBox lub DOSemu). Istnieją też darmowe implementacje tego systemu, np. FreeDOS. Ponieważ w systemach z rodziny Windows NT (np. Windows 2000 czy Windows XP) programy z systemu DOS są uruchamiane na tzw. wirtualnej maszynie DOS-a (VDM), która nie pozwala na bezpośredni dostęp programu do sprzętu i ma jeszcze inne ograniczenia, to działają wyłącznie te, które takich odwołań nie wykonują i nie ingerują w system. Do nich należą głównie programy użytkowe, przykładowo edytory tekstu i bazy danych.
Ważniejsze systemy tej klasy:
- dla komputerów Commodore 64
- dla ośmiobitowych komputerów Atari – Atari DOS, SuperDOS, SpartaDOS, MyDOS i inne
- dla komputerów Amiga – AmigaDOS
- dla komputerów Robotron – UDOS
- dla komputerów klasy IBM-PC
  - QDOS, 86-DOS – pierwowzór systemu MS-DOS
  - PC-DOS firmy IBM
  - MS-DOS firmy Microsoft
  - DR-DOS firmy Digital Research
  - FreeDOS – wolne oprogramowanie do bezpłatnego pobrania
  - PTS-DOS rosyjskiej firmy PhysTechSoft
  - ROM-DOS – zaprojektowany do używania w systemach wbudowanych
  - OpenDOS – darmowy do zastosowań niekomercyjnych

Nazwę DOS nosiły też od lat sześćdziesiątych systemy niezwiązane technicznie z późniejszym DOS-em dla komputerów x86, np.:
- DOS/360 – dla komputerów IBM Systemu 360
- DOS/VSE – dla komputerów IBM Systemu 370 i 390.